# Акрукс
Акрукс (Альфа Южного Креста, лат. Alpha Crucis, сокр. α Cru) — самая яркая звезда созвездия Южный Крест. Является кратной звездой с звёздной величиной 0,77m и тринадцатой из самых ярких звёзд ночного неба. Собственное имя Акрукс составлено из обозначения Байера α и латинского названия созвездия Crux.
Латинское имя звезды носит бразильский корабль науки «Альфа Круцис», в честь которого, в свою очередь, назван уступ на Меркурии (лат. Alpha Crucis Rupes).

## Физические свойства
Акрукс является системой из трёх звёзд, расположенной примерно в 320 световых годах от Солнечной системы. Два компонента системы α1 и α2 (другой вариант обозначений: α Cru A и α Cru B) визуально разделяются при наблюдении в телескоп, угловое расстояние между ними составляет 4 угловые секунды. Компоненты α1 и α2 имеют видимую звёздную величину +1,33m и +1,75m, соответственно. Обе звезды относятся к спектральному классу В и находятся на главной последовательности. Их поверхностные температуры составляют около 28 000 и 26 000 K соответственно, а светимости в 25 000 и 16 000 раз больше, чем у Солнца. α1 и α2 расположены примерно в 430 а.е. от друг друга, что делает их движение едва заметным. Обе звезды делают полный оборот вокруг друг друга более чем за 1500 лет.
α1 сама по себе является спектрально-двойной звездой, с компонентами массой около 14 и 10 раз больше солнечной и орбитальным периодом в 76 дней; они находятся на расстоянии около 1 а. е. друг от друга. Масса компонента α2 и яркость компонента α1 показывают, что звезды могут в будущем взорваться как сверхновые. Слабый компонент α1 может после взрыва стать массивным белым карликом.
Ещё один компонент, Альфа Южного Креста С или α3 Южного Креста, является субгигантом класса B4 и лежит в 90 угловых секундах от тройной системы Акрукс. Предполагается, что α3 может быть гравитационно связана с Акруксом. Однако если она действительно находится недалеко от Акрукса, то она была бы слишком яркой для своего класса. Это, вероятно, просто оптически-двойная звезда, лежащая за пределами гравитационного взаимодействия звезды Акрукс, и скорее всего, в два раза дальше от Солнца, в 640 световых годах (200 пк).

## Культурное значение
Акрукс, среди прочих звёзд, изображён на флаге Бразилии, где он символизирует штат Сан-Паулу.